# HSBC Bank USA
HSBC Bank USA es un banco estadounidense de origen británico con sede en la ciudad de Nueva York y McLean, Virginia. Es la filial estadounidense del grupo bancario HSBC. La empresa cuenta con 22 sucursales.

## Historia
En 1980, The Hongkong and Shanghai Banking Corporation adquirió una participación mayoritaria del 51% en Marine Midland Bank, con sede en Buffalo, Nueva York. HSBC adquirió la participación restante en 1987. Los bancos continuaron operando bajo el nombre de Marine Midland hasta 1998, cuando las oficinas pasaron a llamarse HSBC Bank.
En 1994, Marine Midland adquirió Spectrum Home Mortgage, que operaba en ocho estados. En 1995, Marine Midland adquirió United Northern Federal Savings Bank, con sucursales en Watertown y Lowville, Nueva York. Marine Midland también adquirió las seis sucursales minoristas de HSBC en la ciudad de Nueva York y, al año siguiente, las dos sucursales de Hang Seng Bank en la ciudad de Nueva York.
Ese mismo año, Marine Midland adquirió 11 sucursales del East River Savings Bank en el área metropolitana de Nueva York. Marine también adquirió el negocio de compensación en dólares estadounidenses de JPMorgan Chase. Al mismo tiempo, HSBC transfirió 2 sucursales en el noroeste de Estados Unidos al HSBC Bank Canadá. Al año siguiente, Marine completó la adquisición de First Federal Savings and Loan de Canada Trust, con sede en Toronto, por 620 millones de dólares. First Federal Savings, con sede en Rochester, tenía 7,200 millones de dólares en activos, 1,600 empleados, 79 sucursales minoristas en el estado de Nueva York y 15 oficinas de originación de hipotecas en 9 estados.
En 1998, Marine Midland adquirió el First Commercial Bank of Philadelphia, que tenía 90 millones de dólares en activos y 78 millones de dólares en depósitos en dos sucursales y se centraba en la comunidad asiático-estadounidense, por 23,75 millones de dólares.
En 1999, la empresa adquirió Republic New York por 10.300 millones de dólares y trasladó su oficina central de One HSBC Center en Buffalo a lo que ahora es la Torre HSBC en la Quinta Avenida.
En 2004, HSBC USA vendió dos sucursales en el norte del estado de Nueva York a City National Bank & Trust Co., con sede en Gloversville. HSBC no tenía suficientes sucursales cercanas para obtener economías de escala.
En julio de 2011, la compañía vendió sus sucursales en el norte del estado de Nueva York a First Niagara Financial Group por mil millones de dólares, vendiendo efectivamente el núcleo del antiguo Marine Midland Bank.
En 2015, la empresa pagó 30 millones de dólares para resolver una demanda por comisiones por sobregiro. En 2016, la Contraloría de Moneda impuso una multa de 35 millones de dólares a la empresa por prácticas de facturación engañosas.
En 2019, HSBC anunció planes para abrir nuevas sucursales, incluida una en Depew, Nueva York, cerca de una de sus oficinas administrativas restantes en Buffalo. Esto fue una sorpresa después de que HSBC vendiera su red de sucursales en el norte del estado de Nueva York en 2012 a First Niagara, KeyBank, Community Bank, NA y Five Star Bank.
En enero del mismo año, HSBC anunció que abriría dos nuevas sucursales en el oeste de Nueva York, como parte de la iniciativa del banco de abrir 50 sucursales en mercados nuevos y existentes en los Estados Unidos. En febrero de 2020, la agencia de noticias Reuters informó que HSBC Holdings se desharía de 100.000 millones de dólares en activos, reduciría su banco de inversión y renovaría sus negocios en los Estados Unidos y Europa, incluido el cierre de alrededor de un tercio de sus 224 sucursales y apuntaría solo a mercados internacionales y clientes más adinerados.
En febrero de 2021 se conoció que HSBC planeaba retirarse de toda la banca minorista en los Estados Unidos y que estaban explorando la venta de sus 150 sucursales restantes. Estos informes resultaron ciertos, El 26 de mayo del mismo año, HSBC anunció que abandonaría el mercado minorista de Estados Unidos como parte de un giro hacia Asia. Se espera que se vendan a Citizens Bank ochenta sucursales de HSBC en la costa este , al igual que las operaciones en línea de HSBC. "Se espera que las 10 sucursales de HSBC en la costa oeste se vendan a Cathay Bank". Se espera que entre 35 y 40 sucursales se cierren por completo en lugar de venderlas a otro banco. HSBC también anunció que mantendría alrededor de dos docenas de ubicaciones dentro de los Estados Unidos, convirtiendo las sucursales de bancos minoristas estándar en "centros de riqueza internacionales" para el uso de viajeros internacionales que utilizan HSBC, corporaciones y ciertos clientes de alto patrimonio neto.

## Controversias
En 2010, Forrester Research calificó a HSBC como el peor en defensa del cliente, la encuestadora solicitó a los clientes de bancos que clasificaran a sus bancos. En la encuesta nacional de aproximadamente 4.500 clientes bancarios que evaluaron a los 50 principales bancos, HSBC marcó un nuevo mínimo histórico con un 16 % rating, un 10% por debajo del año anterior. En 2012, el Gobierno de los Estados Unidos descubrió una "flagrante falta de implementación de controles adecuados contra el lavado de dinero, facilitando el lavado de al menos 881 millones de dólares en ganancias de drogas a través del sistema financiero de los Estados Unidos".